# ناحیه تینسید، شهرستان پولک، مینه‌سوتا
تینسید، شهرستان پولک، مینه‌سوتا (به انگلیسی: Tynsid Township, Polk County, Minnesota) یک منطقهٔ مسکونی در ایالات متحده آمریکا است که در شهرستان پولک واقع شده‌است.

## خصوصیات
تینسید ۳۷٫۰ کیلومترمربع مساحت و ۵۸ نفر جمعیت دارد و ۲۶۰ متر بالاتر از سطح دریا واقع شده‌است.